# Tomášikovo
Tomášikovo – wieś (obec) na Słowacji, w kraju trnawskim, w powiecie Galanta. Miejscowość położona jest na Nizinie Naddunajskiej.
Wieś leży na Wyspie Żytniej. Jej zabudowania położone są pomiędzy Małym Dunajem na południowym zachodzie a ciekiem zwanym Stará Čierna voda na północnym wschodzie. Przez wieś biegnie droga nr 507 z Dunajskej Stredy do Galanty.
W zachodniej części wsi, w wodach Małego Dunaju, stoi stary wodny młyn zbudowany w 1893 r. (słow. vodný mlyn pri Tomášikove), od nazwiska swojego ostatniego właściciela zwany młynem Jána Maticza. W nim lub w jego otoczeniu nakręcano sceny szeregu filmów czechosłowackich i in., m.in. Letokruhy (1972), Vivat Beňovský (serial telewizyjny, 1975), Tysiącletnia pszczoła (1983), Pomaľované vtáča (2019).